# Fear Effect
Fear Effect è un videogioco in stile avventura dinamica pubblicato per PlayStation nel 2000. È stato sviluppato da Kronos Digital Entertainment e pubblicato da Eidos Interactive. La storia si concentra su tre fuorilegge chiamati Hana, Deke e Glas, che cercano di trovare la figlia scomparsa di un ricco uomo d'affari cinese. Nonostante sia essenzialmente un cyberpunk ambientato in una Cina futuristica, la trama di Fear Effect include anche elementi della mitologia cinese.
Nel 2001 è stato pubblicato Fear Effect 2: Retro Helix, un prequel che mostra la storia dei protagonisti e gli eventi che hanno condotto a Fear Effect.

## Trama

### Antefatto
Quando Wee Ming Lam, figlia di un potente boss della Triade di Hong Kong sparisce, tre mercenari, Hana, Deke e Glas, arrivano in città per trovarla. Il fatto che non siano stati pagati per farlo non li dissuade dal loro intento: il loro scopo è trovare la ragazza e sottoporre il padre a un ricatto.

### CD 1: Edificio di Lam
Hana arriva ad Hong Kong accompagnata dal suo amico Glas. I due partner sono in cerca di Jin, una vecchia conoscenza di Hana che lavora per Lam e conosce informazioni su Wee Ming. Jin però non si presenta all'appuntamento e Hana, allarmata dalla sua assenza, si introduce nell'edificio di Lam per cercarlo, mentre Glas rimane a guardia del velivolo. Hana si infiltra nella struttura e nota che Jin è stato scoperto e ora gli uomini di Lam lo stanno torturando per estorcergli una confessione. Hana riesce a raggiungerlo, ma i sicari di Lam gli hanno attaccato una bomba a tempo addosso per costringerlo a confessare chi siano le persone a cui vuole rivelare le informazioni su Wee Ming. Hana mette in fuga i sicari e disinnesca la bomba. Jin rivela che le informazioni si trovano un disco dati situato in un'altra zona dell'edificio. Subito dopo, uno degli uomini di Lam irrompe nella stanza e spara a Jin, scaraventandolo dalla finestra. Hana insegue il sicario sino al luogo in cui è situato il disco dati, lo uccide e recupera le informazioni. Subito dopo, una guardia la coglie di sorpresa e le punta una pistola alla nuca.
Nel frattempo, Glas inizia a mostrare segni di impazienza per il ritardo di Hana e decide di cercarla. Prima che possa mettersi sulle tracce dell'amica, un velivolo distrugge il suo mezzo di trasporto e cerca di ucciderlo. Glas riesce però a mettersi in salvo e precipita sul tetto della struttura in cui è situata Hana. Il tonfo causato da Glas distrae la guardia che l'aveva catturata e Hana approfitta di quell'istante per ucciderla e scappare. Mentre tenta di risalire, viene catturata da Lam e dai suoi uomini. Glas distrugge il velivolo che gli stava dando la caccia e arriva in tempo per salvare Hana. I due riescono ad impadronirsi di un altro mezzo e scappano.
La scena si sposta su Deke, che era rimasto in un hotel in attesa degli amici. Deke fornisce una chiave per decriptare il disco dati e una registrazione mostra Jin consigliare ad Hana di recarsi da una certa Madame Chen per sapere dove si trova Wee Ming. Hana si mostra seccata nell'apprendere queste notizie e rivela che Chen è proprietaria di un ristorante situato nella provincia di Shan Xi. Subito dopo, la loro auto viene tamponata e gettata in mare.

### CD 2: Villaggio di pescatori
I tre amici si mettono in viaggio per Shan Xi a bordo di un'imbarcazione e scorgono un villaggio di pescatori. Mentre vi si avvicinano, notano Wee Ming sul molo e approdano per inseguirla. Glas e Deke si gettano all'inseguimento, mentre Hana sistema la barca. Un istante dopo, Hana viene attaccata da strane creature, ma riesce a sconfiggerle. Deke e Glas continuano a inseguire Wee Ming. Deke si ferma per riprendere fiato quando un uomo tenta di ucciderlo, ma esce vincitore dal duello e, prima di finire l'avversario, calpesta una bambola di carta che brucia. L'uomo rivolge a Deke alcune parole di avvertimento e quest'ultimo lo finisce. Poco dopo, i mostri attaccano anche lui, venendo però sconfitti. Glas continua ad inseguire Wee Ming, ma le strane creature gli impediscono di raggiungere la ragazza. Glas riesce ad eludere i mostri e scorge dei militari insieme ad un veicolo.
Nel frattempo Hana si è allontanata dall'imbarcazione, che è stata presa d'assalto e incendiata dai mostri. Si inoltra dunque nel villaggio e incontra una donna terrorizzata; ella le consiglia di lavare il sangue dal suo corpo, perché è stato il sangue a rendere pazze le persone e a trasformarle in demoni: la donna spiega che il giorno prima un ragazzo stava pescando ed era scivolato su delle rocce, sanguinando copiosamente. Sarebbe morto dissanguato se Wee Ming non l'avesse aiutato. La ragazza ha trasportato il corpo del giovane al villaggio, dove è stata celebrata da tutti per il suo salvataggio. Improvvisamente però, gli abitanti hanno cominciato a trasformarsi in demoni, dopo essere venuti a contatto con il sangue. La donna rivela ad Hana che le persone che non si sono trasformate hanno tentato di mettersi in salvo raggiungendo il treno dei militari, un convoglio che trasporta vettovaglie al villaggio, ma i soldati, avendo paura dei demoni, sparano a chiunque si avvicini.
Hana si avvicina al treno dei militari ma viene sorpresa da uno di loro. Nello stesso momento, interviene Deke che salva Hana spezzando il collo al soldato. Hana e Deke decidono di impadronirsi del treno carico di armi e si danno appuntamento al vagone. Deke chiede informazioni sulla bambola di carta che aveva calpestato poco prima e Hana rivela che si tratta di una superstizione cinese: bruciare pezzi di carta serve ad alleviare le sofferenze dei defunti, che aspettano il giudizio nell'oltretomba. Deke raggiunge il convoglio militare e si scontra con un nuovo di tipo di demoni. Riesce a sconfiggerli, ma prima di scomparire, uno di loro fa dei riferimenti a Wee Ming.
Wee Ming smette di scappare per parlare con Glas. La ragazza capisce che non si tratta di un sicario al servizio di suo padre e Glas conferma di essere un mercenario. Il piano consiste nel sottoporre Lam ad un ricatto di novanta milioni e usare la ragazza come garanzia per uscire vivi dalla Cina. Wee Ming dichiara di non essere disposta a collaborare: deve raggiungere Madame Chen per comprendere il suo destino e i suoi poteri. Subito dopo, alcuni demoni tentano di aggredire Glas, che li sconfigge, ma offrono alla ragazza il tempo di scappare.
Hana raggiunge i comandi del treno e lo mette in moto. Deke la raggiunge ed elimina i militari sul tetto. Glas giunge appena in tempo per avvisare Hana che il ponte è distrutto, quindi Hana e Deke riescono a saltare prima che il treno deragli. Glas cerca di impadronirsi del veicolo militare che aveva intravisto poco prima e, con sorpresa, nota che Wee Ming è sul sedile del passeggero. La ragazza propone un patto: i tre amici le permetteranno di raggiungere Madame Chen, affinché quest'ultima possa aiutarla a comprendere la sua vera identità, e in cambio lei acconsentirà a servire da merce di scambio nel ricatto. Glas mette in moto il veicolo e torna a prendere Hana e Deke.

### CD 3: Ristorante
I tre amici, in compagnia di Wee Ming, giungono a Shan Xi, di fronte al ristorante di Madame Chen. Glas decide di entrare da solo con Wee Ming e dice ad Hana e Deke di rimanere a guardia del veicolo, per evitare che Chen possa riconoscere Hana. Una volta dentro, viene sorpreso da Lam, le cui guardie lo stordiscono e lo rinchiudono in uno sgabuzzino. Tuttavia, riesce ad evadere e nota gli uomini di Lam che dicono ai clienti del ristorante di evacuare l'edificio. Hana e Deke notano la confusione all'esterno e si separano per infiltrarsi e cercare Glas e Wee Ming. Deke entra dalla porta sul retro, mentre Hana sta per entrare dalla porta frontale, quando ne esce Glas, che le dice come Lam e Chen abbiano teso loro una trappola e recuperato Wee Ming. Glas propone di lasciar perdere la faccenda, ma Hana gli chiede di restare perché è preoccupata di quello che potrebbe succedere a Wee Ming. Secondo Hana le ragazze portate in quel ristorante sono destinate a qualcosa di spiacevole. Glas accetta, ma afferma di andarsene se non trovano Wee Ming subito.
Deke riesce ad introdursi nella struttura. Mentre attraversa una porta, Chen si nasconde dietro l'angolo e lo assale alle spalle, uccidendolo. Glas si scontra con gli uomini di Lam ed entra in una stanza notando una ragazza seminuda su un letto. Capisce quindi il segreto di Hana, perché fosse così riluttante a tornare al ristorante di Chen e perché temesse per l'incolumità di Wee Ming: il ristorante è in realtà una copertura per un bordello e Hana era una delle ragazze costrette ad avere rapporti sessuali con i clienti. Glas sconfigge uno dei sicari di Lam e consiglia alla ragazza di scappare. Subito dopo, esce dalla stanza e viene colto di sorpresa da Lam, che gli amputa il braccio sinistro. Non ha tempo di difendersi o di scappare perché perde i sensi per l'emorragia. Hana cambia i suoi abiti con quelli di una delle ragazze per sembrare una di loro ed eludere la sorveglianza e raggiunge Chen che sta per sbarazzarsi del corpo senza vita di Deke. Qui viene rivelato che Chen è la proprietaria del bordello nonché colei che ha portato Hana in quel luogo quando era solo una bambina. Dopo uno scambio di battute, Chen assume la sua vera forma, mostrando di essere in realtà un demone. Subito dopo afferra Deke e lo scaraventa al piano inferiore. Deke atterra su uno spuntone, che gli spappola metà faccia, e il suo sangue schizza sul volto di Wee Ming, trasformando le ragazze che la guardano in demoni.
Hana fugge e Wee Ming si introduce in una cella frigorifera dove è situato Glas, che ha appena ripreso i sensi. Il mercenario si dice sorpreso nello scoprire di essere ancora vivo: ne deduce che Lam abbia in serbo una morte lenta e dolorosa per lui. Wee Ming rivela che suo padre ha accumulato ricchezza e potere stringendo un patto con Yim Lau Wong, il Re dell'Inferno, ma non ha ancora capito perché abbia scelto proprio lei per essere sacrificata ai demoni. La profezia dice che se Wee Ming non tornerà all'Inferno entro il suo diciottesimo compleanno, tutti gli esseri umani prima o poi la guarderanno negli occhi e si trasformeranno in mostri. Mentre la ragazza parla, Glas perde nuovamente conoscenza. Subito dopo, Hana entra nella cella frigorifera e, vedendo il corpo di Glas privo di sensi, pensa che sia morto. Per un istante mostra commozione per l'amico, ma poi si fa forza e decide di proseguire. Madame Chen è presente e, dopo aver parlato con la sua protetta, le due ingaggiano un combattimento, da cui Hana esce vincitrice. Chen informa Hana che quando Wee Ming avrà raggiunto i suoi pieni poteri, avrebbe scatenato l'Inferno sulla Terra. Durante il monologo, Chen provoca Hana chiamandola con il suo vecchio nome, Mei Yun. La ragazza, infuriata, urla che il suo nome è Hana e sferra al demone il colpo di grazia. Il corpo di Chen si smaterializza e si apre un portale che conduce all'oltretomba. Wee Ming spiega di essere uno "specchio" che riflette la natura malvagia degli esseri umani: chiunque la guardi negli occhi, quando è sporca di sangue, vede la propria anima corrotta e si trasforma in quello che c'è nello specchio. Hana e Wee Ming si calano nella buca, determinate a raggiungere l'Inferno, in modo che Wee Ming possa fermare la profezia.

### CD 4: Oltretomba
Hana e Wee Ming si incamminano verso l'Inferno, ma, improvvisamente, il suolo crolla e Wee Ming viene risucchiata dai liquidi sottostanti. Determinata a fermare il folle piano del Re dell'Inferno, Hana si getta all'inseguimento di Wee Ming. Lungo la strada trova Chen, incatenata per aver fallito nell'eliminare Hana. Chen propone ad Hana un accordo: essendo prigioniera, non può raggiungere sua figlia, che si trova anch'ella nell'oltretomba, e chiede ad Hana di portarle la sua bambola; in cambio, Chen aiuterà Hana nella sua ricerca. Hana raggiunge la bambina e si rende conto che quest'ultima altri non è che Mei Yun, ossia Hana stessa quando era piccola. Mei Yun rivela di essere un ricordo del passato di Hana, prima che quest'ultima cambiasse nome e vita. Per procedere, Hana deve risolvere una serie di enigmi proposti da Hana bambina, ragazza, donna adulta e anziana. Dopo aver risolto tutti gli enigmi, Hana torna da Chen, che le consegna un ramo d'albero con cui accendere tutte le torce del posto: ciò le consentirà di aprire delle porte particolari e di proseguire nel suo cammino. La ragazza e la sua nemesi conversano sul loro passato e, alla fine, Chen scompare lasciando passare Hana. La ragazza incontra il Guardiano Bianco della Temporaneità. Costui consegna ad Hana un frammento di salice e le consiglia di recarsi da suo fratello, il Guardiano Nero della Temporaneità, che la aiuterà nella sua ricerca.
Nel frattempo, Glas si risveglia e si cala nel passaggio che conduce all'oltretomba. Non segue però il sentiero intrapreso da Hana e sceglie un percorso alternativo. Durante il suo cammino, lo spirito di Deke lo sorveglia e mormora il suo nome mentre avanza. Dopo che Glas ha risolto alcuni enigmi e sconfitto una serie di demoni, Deke si materializza di fronte lui: l'ex-mercenario spiega di essersi trasformato in un demone a causa degli assassinii che aveva compiuto quando era in vita. Glas si dice spiacente per quanto è accaduto all'amico, ma Deke si mostra scettico e lo accusa di essere il responsabile della sua morte, essendo stati lui ed Hana ad averlo coinvolto nella faccenda, e di non avergli coperto le spalle quando si trovava in pericolo. I due ingaggiano un combattimento, che vede Glas uscire vincitore. Poco dopo, Glas raccoglie un gioiello uscito dal corpo di Deke e promette all'amico che lo avrebbe vendicato.
Hana raggiunge il Guardiano Nero della Temporaneità e ottiene una manovella, oltre che informazioni sul rituale che consentirà a Wee Ming di avverare la profezia. La ragazza continua a muoversi e giunge nei pressi di un pozzo. Usando la manovella, riesce a sollevare un secchio, da cui estrae il gioiello di Deke che Glas aveva ivi depositato poco prima. Hana prosegue nel suo cammino e non si accorge che, qualche istante dopo, Glas emerge a sua volta dal pozzo.
Una schiera di demoni, tra i quali si trova Wee Ming, si prepara per il rituale. Glas si avvicina alla ragazza brandendo un coltello e, portandosi alle sue spalle, le taglia la gola. Hana, che si trovava nelle vicinanze, ha assistito alla scena e si mostra sorpresa nel vedere che l'amico è ancora vivo. Subito dopo, gli chiede spiegazioni per il suo gesto. Glas risponde di esservi stato costretto, giacché Wee Ming, a suo dire, è la radice del caos, nonché causa della perdita del suo braccio e della fine di Deke. Con sorpresa dei due amici però, Wee Ming si rialza e afferma che solo lei è in grado di porre fine al caos. Glas punta una pistola addosso alla ragazza, ma Hana intima a sua volta a Glas di lasciarla andare. Hana tenta di spiegargli che se Wee Ming non tornerà all'inferno entro le prossime ore, l'esistenza sulla Terra cesserà, ma Glas non vuole ascoltare ragioni. Wee Ming viene recuperata dai demoni e portata via. Hana si getta al suo inseguimento, intimando a Glas di spararle se lo ritiene necessario. Poco dopo, Glas viene accerchiato e catturato dai demoni guidati da Lam.
Hana si getta all'inseguimento di Wee Ming e risolve un ultimo enigma prima di trasferirsi in un'altra dimensione. Con sorpresa, si trova davanti Jin, ma lo stupore si trasforma ben presto in sbigottimento quando quest'ultimo rivela di essere Yim Lau Wong, il mitico "Re dell'Inferno". Yim Lau Wong spiega di possedere uno specchio talmente perfetto che i dannati possono vedervi le proprie anime corrotte e trasformarsi in quello che vedono, prima di essere spediti all'Inferno. Ma l'Inferno è pieno, per cui non può più contenere gli spiriti dei dannati ivi mandati; una volta che Wee Ming compirà diciotto anni, riuscirà a trasformare gli esseri umani in demoni senza l'ausilio del sangue; in questo modo, i peccatori verranno condannati sulla Terra e non ci sarebbe bisogno di mandarli all'Inferno. Spiega inoltre che Hana non può essere trasformata in demone dai poteri di Wee Ming, perché è venuta a contatto con il sangue di Yim Lau Wong quando il sicario di Lam gli aveva sparato nell'edificio del suo capo. Il suo sangue è infatti l'unico antidoto contro i poteri di Wee Ming. Ha voluto affidare la ragazza ad Hana, perché voleva che fosse protetta da una persona "spietata". Hana chiede dove si trovi la ragazza e il Re le mostra che sia Wee Ming sia Glas sono suoi prigionieri. Wee Ming chiede ad Hana di aiutarla a fermare la profezia, giacché le manca pochissimo per raggiungere il suo obiettivo e il suo cuore le infonde coraggio; Yim Lau Wong replica affermando che Wee Ming non ha un cuore, dato che l'ha creata nello stesso modo in cui ha generato il denaro di Lam: è nata come un pezzo di carta bruciante in quella dimensione. Poco dopo, Lam arriva sul posto e Yim Lau Wong, deluso dal fatto che il socio non abbia eliminato le minacce, lo graffia sul viso facendolo sanguinare. Il sangue raggiunge Wee Ming e Lam, guardandola negli occhi, si trasforma anch'egli in un demone. Glas approfitta della situazione per impadronirsi della pistola di Lam e propone ad Hana di uccidere tutti. Hana è ferma nel suo proposito e afferma che non permetterà all'amico di fermare Wee Ming.
Hana e Glas si puntano le pistole addosso e il giocatore avrà a disposizione tre scelte: potrà decidere se terminare il gioco con entrambi i personaggi in vita o se solo uno di loro dovrà vivere. A seconda della scelta e dell'eventuale sconfitta del boss finale, sono possibili 5 finali diversi.
- Finale 1: Hana e Glas vincono: questo è il finale ufficiale del gioco[1] ed è disponibile solo a modalità “Difficile”. Glas si fida di Hana e si mette al sicuro insieme a Wee Ming. Hana sconfigge Lam bruciando il suo denaro. Wee Ming raggiunge il luogo dove era stata creata e si smaterializza. Prima di scomparire però, promette che ripagherà i sacrifici fatti dai tre amici e afferma che non dimenticherà mai Hana. Infuriato per il fallimento del suo piano, Yim Lau Wong inizia ad insultare Hana e le rinfaccia che senza il suo aiuto lei sarebbe una prostituta. Glas spara al Re dell'Inferno colpendolo al fianco, dicendo che non permette a nessuno di parlare così alla sua amica, nemmeno a un re. Yim Lau Wong precipita in un vortice dimensionale e Hana e Glas scappano dal luogo ormai prossimo alla distruzione. I due riemergono dalle fondamenta del bordello, dove trovano Deke ad attenderli. Deke non ricorda di essere stato ucciso, credendo di essere semplicemente svenuto dopo aver preso una botta in testa. Glas inoltre si mostra stupito quando si accorge che il suo braccio sinistro si è rigenerato. Hana e Glas sanno di dover ringraziare Wee Ming per aver tenuto fede alla promessa: è stata lei infatti a riportare Deke in vita e a rigenerare il braccio di Glas. Deke chiede loro come abbiano portato a termine l'affare ed essi rispondono che è andato semplicemente bene. I tre amici lasciano la zona in cerca di nuove avventure.
- Finale 2: Hana vince: Hana spara a Glas e si prepara ad affrontare Lam. Dopo averlo sconfitto bruciando il suo denaro, Wee Ming si reca sul luogo dove era stata creata e annulla la profezia. Prima di scomparire, si augura di non rivedere Hana mai più. Infuriato per il fallimento del suo piano, Yim Lau Wong accusa Hana di aver rovinato tutto, ma Hana dice che si sbaglia e gli spara un colpo in fronte. Subito dopo, la ragazza riemerge nel bordello e lo dà alle fiamme. La sequenza si chiude con Hana che afferma: "Ecco. Ora ho rovinato tutto".
- Finale 3: Hana perde: Hana spara a Glas e si prepara ad affrontare Lam. Viene però sconfitta e quando Lam sta per sferrare il colpo di grazia, Yim Lau Wong lo ferma e propone ad Hana di passare dalla sua parte. La sequenza termina mostrando Hana in compagnia di Wee Ming all'esterno del bordello. La mercenaria sta aprendo il fuoco su qualcuno e afferma di essere passata dalla parte del Re dell'Inferno nella speranza di costruire un mondo migliore.
- Finale 4: Glas vince: Glas spara ad Hana e si prepara ad affrontare Wee Ming. Dopo averla sconfitta, la ragazza assume le sembianze di una bambola di carta. Glas la raccoglie, mentre Yim Lau Wong lo osserva e ride. Il mercenario emerge dal bordello e lo dà alle fiamme per vendicare Hana e Deke. La sequenza si chiude con Glas che si allontana soddisfatto, consapevole che le bambola gli aprirà un mondo di ricchezza e potere.
- Finale 5: Glas perde: Glas spara ad Hana e si prepara ad affrontare Wee Ming. Viene però sconfitto e la ragazza si china sul suo cadavere affermando che la profezia è completa e che non è più necessario tenersi a distanza dal sangue. Per dimostrare di aver accettato il suo destino, Wee Ming si china sul corpo di Glas e raccoglie un po' del suo sangue. La sequenza si chiude con Wee Ming all'interno di un locale: la ragazza afferma che è solo questione di tempo prima che tutti la guardino negli occhi e si chiede cosa vedranno.

## Modalità di gioco
Fear Effect possiede un gameplay con personaggi disegnati a mano che ricordano la tecnica del cel-shading. Le ambientazioni sono state create in full-motion. Il gioco è composto da quattro dischi. Tra le scene di azione sono presenti anche dei rompicapo.
Il giocatore controlla uno dei tre mercenari (Hana, Deke o Glas) e lo guida attraverso aree piene di nemici umani e non-umani. I controlli permettono di muoversi e sparare simultaneamente. Quando si impugnano due pistole, è possibile sparare a più nemici. Un'altra caratteristica inedita è quella di potersi abbassare e rotolare a terra; quando si affronta un numero elevato di avversari, queste abilità permettono di schivare il fuoco nemico.
Il titolo del gioco si riferisce alla barra di energia del personaggio, che somiglia a un ECG pulsante. Quando il giocatore subisce dei danni, la linea verde dell'ECG pulserà più velocemente e diventerà rossa. È possibile recuperare energia svolgendo azioni che inibiscono il battito cardiaco del personaggio. Queste includono risoluzioni di puzzle o portarsi alle spalle di un nemico per eseguire un'uccisione stealth. Entrambe saranno ricompensate riportando la barra al colore verde.

## Cambio del titolo
Il gioco doveva inizialmente essere chiamato Fear Factory e alcune pubblicità prima della pubblicazione utilizzarono questo nome. Esso fu cambiato a causa della somiglianza con il nome di una popolare band heavy metal, i Fear Factory.

## Adattamento cinematografico
Nel 2004, Uwe Boll stipulò un accordo con Eidos, che gli avrebbe concesso di girare un film su Hitman se avesse acquistato anche i diritti di Fear Effect. Eidos non tenne fede al patto fino in fondo e Boll lasciò perdere il film. I diritti vennero poi acquistati da Mindfire Entertainment, mentre Stanley Tong aprì una trattativa con il collaboratore di Uwe Boll, Mark A. Altman. Nonostante fosse considerato "in produzione" e destinato ad essere proiettato nei cinema nel 2008 secondo alcuni siti come IMDb, non furono comunicate altre informazioni sul film. Successivamente, i dati su IMDb furono cancellati e da allora non vennero più fatti riferimenti sul film di Fear Effect.